# Fort Valley State University Men's Volleyball
La Fort Valley State University Men's Volleyball è la squadra maschile di pallavolo appartenente alla Fort Valley State University, con sede a Fort Valley (Georgia): milita nella SIAC della NCAA Division I.

## Storia
La squadra di pallavolo maschile della Fort Valley State University viene fondata il 17 ottobre 2019. Avrebbe dovuto iniziare le proprie attività nel 2021, con l'affiliazione alla Southern Intercollegiate Athletic Conference, ma ha rimandato di un anno a causa della pandemia di COVID-19 negli Stati Uniti d'America. Nel 2024 i Wildcats si aggiudicano il primo titolo di conference della propria storia, partecipando pertanto al torneo NCAA Division I, venendo eliminati ai quarti di finale dalla UC Los Angeles.

## Record
| Piazzamento          |   | Edizione                                             |
| -------------------- | - | ---------------------------------------------------- |
| Tornei NCAA          | 1 | Quarti di finale: 1 2024                             |
| Titoli di conference | 1 | Southern Intercollegiate Athletic Conference: 1 2024 |

## Conference
- Southern Intercollegiate Athletic Conference: 2021-

## Allenatori
- Larry Wrather: 2021-